# Nadech Kugimiya
Pour les articles homonymes, voir Kugimiya.
 (août 2023).
La mise en forme du texte ne suit pas les recommandations de Wikipédia : il faut le « wikifier ».
Les points d'amélioration suivants sont les cas les plus fréquents :
- Les titres sont pré-formatés par le logiciel. Ils ne sont ni en capitales, ni en gras.
- Le texte ne doit pas être écrit en capitales (les noms de famille non plus), ni en gras, ni en italique, ni en « petit »…
- Le gras n'est utilisé que pour surligner le titre de l'article dans l'introduction, une seule fois.
- L'italique est rarement utilisé : mots en langue étrangère, titres d'œuvres, noms de bateaux, etc.
- Les citations ne sont pas en italique mais en corps de texte normal. Elles sont entourées par des guillemets français : « et ».
- Les listes à puces sont à éviter, des paragraphes rédigés étant largement préférés. Les tableaux sont à réserver à la présentation de données structurées (résultats, etc.).
- Les appels de note de bas de page (petits chiffres en exposant, introduits par l'outil «  Source ») sont à placer entre la fin de phrase et le point final[comme ça].
- Les liens internes (vers d'autres articles de Wikipédia) sont à choisir avec parcimonie. Créez des liens vers des articles approfondissant le sujet. Les termes génériques sans rapport avec le sujet sont à éviter, ainsi que les répétitions de liens vers un même terme.
- Les liens externes sont à placer uniquement dans une section « Liens externes », à la fin de l'article. Ces liens sont à choisir avec parcimonie suivant les règles définies. Si un lien sert de source à l'article, son insertion dans le texte est à faire par les notes de bas de page.
- La présentation des références doit suivre les conventions bibliographiques. Il est recommandé d'utiliser les modèles {{Ouvrage}}, {{Chapitre}}, {{Article}}, {{Lien web}} et/ou {{Bibliographie}}. Le mode d'édition visuel peut mettre en forme automatiquement les références.
- Insérer une infobox (cadre d'informations à droite) n'est pas obligatoire pour parachever la mise en page.

Pour une aide détaillée, merci de consulter Aide:Wikification.
Si vous pensez que ces points ont été résolus, vous pouvez retirer ce bandeau et améliorer la mise en forme d'un autre article.
Nadech Kugimiya né le 17 décembre 1991, également connu sous le nom de Barry, est un acteur thaïlandais lignée autrichienne.
Il est surtout connu pour ses rôles dans les séries télévisées Duangjai Akkanee, Lee Secret Swap, Likit Ruk, Lai Kinnaree, ainsi que pour les films Koo Karma, Nakee 2 et Ai Kon Lor Luang.

## Biographie

### Enfance et éducation
Nadech est né le 17 décembre 1991 dans la province de Khon Kaen d'un père Autrichien et une mère Thaïlandaise. Son nom de naissance est Chonlathit Yodpratum. Son père était autrichien. Plus tard il change son nom en Nadech Kugimiya. « Na » est dérivé du mot Yan, qui signifie sagesse, connaissance, et « Dech », qui signifie flèches ; son nom se traduit par intelligent comme une flèche. Son surnom d'origine était Brand, surnom donné par son vrai père en allemand, mais comme il était difficile à prononcer, il est devenu Barry,.
Nadech a obtenu un baccalauréat de Collège des arts de la communication Université de Rangsit et une maîtrise de la même institution,.

## Carrière
Nadech est entré dans l'industrie du divertissement sous la persuasion de Supachai Srivijit, un acteur manager de célébrités en 2008, avec son premier travail dans l'industrie publicité Trident Recaldent chewing gum jumelé avec Aum-Patcharapa Chaichua, une célèbre actrice thaïlandaise. à la fin de la même année  Il a signé un contrat d'acteur sous Channel 3 et a fait ses débuts d'acteur dans le drame Ngao Rak Luang Jai en 2010. La même année, il a joué dans la série dramatique célébration du 43e anniversaire de la Channel 3, Duangjai Akkanee, jumelé avec Yaya-Urassaya Sperbund est la première œuvre du couple.
En 2013, Nadech a fait ses débuts dans un film, Koo Karma, basé sur le roman immortel classique de Tamayanti, un artiste national, jouant le rôle de Kobori, Il jumelé avec Amaravadee Decabales (Oranet Decabales actuellement), un nouvel acteur, ancien joueur de badminton national thaïlandais.

## Entreprise
Le mardi 1er novembre 2022, Nadech s'associe à Mark-Prin Suparat, un ami proche de l'industrie et 2 amis extérieurs à l'industrie pour ouvrir une entreprise complète de marque de cuir sous le nom de marque, LeReCrafting. L’année suivante, il s’associe à des amis extérieurs à l’industrie pour ouvrir un centre de développement sportif appelé Sports Tech Pro.

## Vie privée
Nadech est une personne qui n’aime pas utiliser les réseaux sociaux au point d’être considérée comme démodée. Jusqu'au jeudi 18 septembre 2019, Nadech décide d'ouvrir un IG personnel sous le nom de Kugimiyas, suivant dans un premier temps 3 comptes followed: Yaya, petite amie, Mae Kaew, et Nadechactivity. qui est le fan club officiel de Nadech sur IG. Avant cela, en février de la même année, Nadech avait ouvert une IG pour aider les enfants sous le nom de Wishforthaikids.
Après 12 ans de fréquentation, Nadech a finalement décidé de s'agenouiller et de proposer à Yaya à Positano, en Italie, le jeudi 1er juin 2023, parmi la joie d'amis proches,,.
Le jeudi 24 décembre 2020, alors qu'il était sur le tournage du drame dans la province de Saraburi  Il a sorti son premier single, Orbit, qu'il a écrit, composé et produit lui-même sur sa chaîne YouTube Nadech Kugimiya.